# شيا جيا
شيا جيا (بالصينية: 夏笳؛ بالإنجليزية: Xia Jia) هو الاسم الأدبي للكاتبة والأكاديمية الصينية وانغ ياو (王瑶)، وهي كاتبة في مجالي الخيال العلمي والخيال الفانتازي، وُلدت في 2 يونيو 1984.

## التعليم والمسيرة الأكاديمية
بدأت وانغ ياو دراستها الجامعية بتخصص في الفيزياء، ثم تحوّلت إلى دراسة الأدب لما وجدت في الكتابة الإبداعية شغفًا حقيقيًا. حصلت على شهادة الماجستير من جامعة الصين للعلوم والتكنولوجيا، ثم نالت درجة الدكتوراه في الأدب المقارن والأدب العالمي من جامعة بكين عام 2014، حيث ركزت أطروحتها على أدب الخيال العلمي الصيني.
تشغل حاليًا منصب محاضرة في الأدب الصيني في جامعة شيان جياوتونغ، حيث تُدرّس أحد أوائل المقررات الجامعية المتخصصة في الخيال العلمي في الصين، وتسهم في ترسيخ هذا النوع الأدبي ضمن الحقول الأكاديمية الصينية.

## الكتابة والأسلوب
تُعرف شيا جيا بكونها من أبرز الوجوه النسائية في أدب الخيال العلمي الصيني المعاصر، وقد وُصفت بأنها جسر بين الأدب التقليدي الصيني والخيال المستقبلي، إذ تجمع أعمالها بين الحس الإنساني العميق والعوالم الخيالية المدروسة.
تُركّز كتاباتها على العلاقة بين التكنولوجيا والمجتمع، والهوية الثقافية، وتحولات المستقبل في الصين والعالم. كما تتبنى أساليب سردية متنوّعة، تتراوح بين الواقعية السحرية والخيال العلمي الصلب، وغالبًا ما تستخدم تقنيات متعددة مثل الرواية داخل الرواية أو التناص مع الحكايات الشعبية الصينية.

## أبرز الأعمال
نشرت شيا جيا العديد من القصص والروايات والمقالات التي نالت استحسانًا محليًا ودوليًا، وظهرت ترجماتها في مجلات مرموقة مثل Clarkesworld وNature وPathlight. من أبرز أعمالها:
- كنوز العصر الأخير مجموعة قصصية تتناول تحولات مستقبلية بأسلوب فلسفي وإنساني، وتستكشف قيم المجتمع في عصر ما بعد الكارثة.
- حكايات من كوكب الطائر مجموعة مستوحاة من سرديات الحكايات التقليدية ولكن في إطار كوكب خيالي، وتطرح قضايا مثل اللغة، والذاكرة، والاستعمار الثقافي.
- شيء يحدث هنا رواية تستعرض التحولات الاجتماعية في مدينة صينية عبر منظور خيالي متعدّد الطبقات، وتمزج بين عناصر من الواقعية السحرية والخيال العلمي.

كما أعدّت ترجمة عدد من المقالات حول الخيال العلمي إلى الصينية، وأسهمت بمداخلات نظرية حول هذا النوع الأدبي، مما جعلها من الأسماء المؤثرة أيضًا في المشهد الأكاديمي والنقدي للخيال العلمي في الصين.

## تأثيرها الثقافي
يُنظر إلى شيا جيا كأحد رموز "النهضة الجديدة" في الخيال العلمي الصيني، بجانب كتّاب مثل ليو تسيشين وهاو جينفانغ. وقد ساعدت عبر كتاباتها ومحاضراتها ومشاركاتها الدولية في تعزيز صورة الأدب الصيني عالميًا، خصوصًا في مجالات الخيال والتكنولوجيا. كما تُعد نموذجًا ملهمًا للكاتبات الشابات في الصين اللواتي يسعين لاقتحام مجالات أدبية لطالما هيمن عليها الذكور.